# Roslin
Pour les articles homonymes, voir Roslin (homonymie).

Roslin (parfois orthographié Rosslyn ou Roslyn) est un village dans le Midlothian, en Écosse. Il est notamment connu pour abriter la chapelle de Rosslyn. Il se situe à 11 kilomètres au sud d'Édimbourg.